# 428102 Rolandwagner
428102 Rolandwagner è un asteroide della fascia principale. Scoperto nel 2006, presenta un'orbita caratterizzata da un semiasse maggiore pari a 2,2000613 UA e da un'eccentricità di 0,1622335, inclinata di 4,82378° rispetto all'eclittica.